# Goh Liu Ying

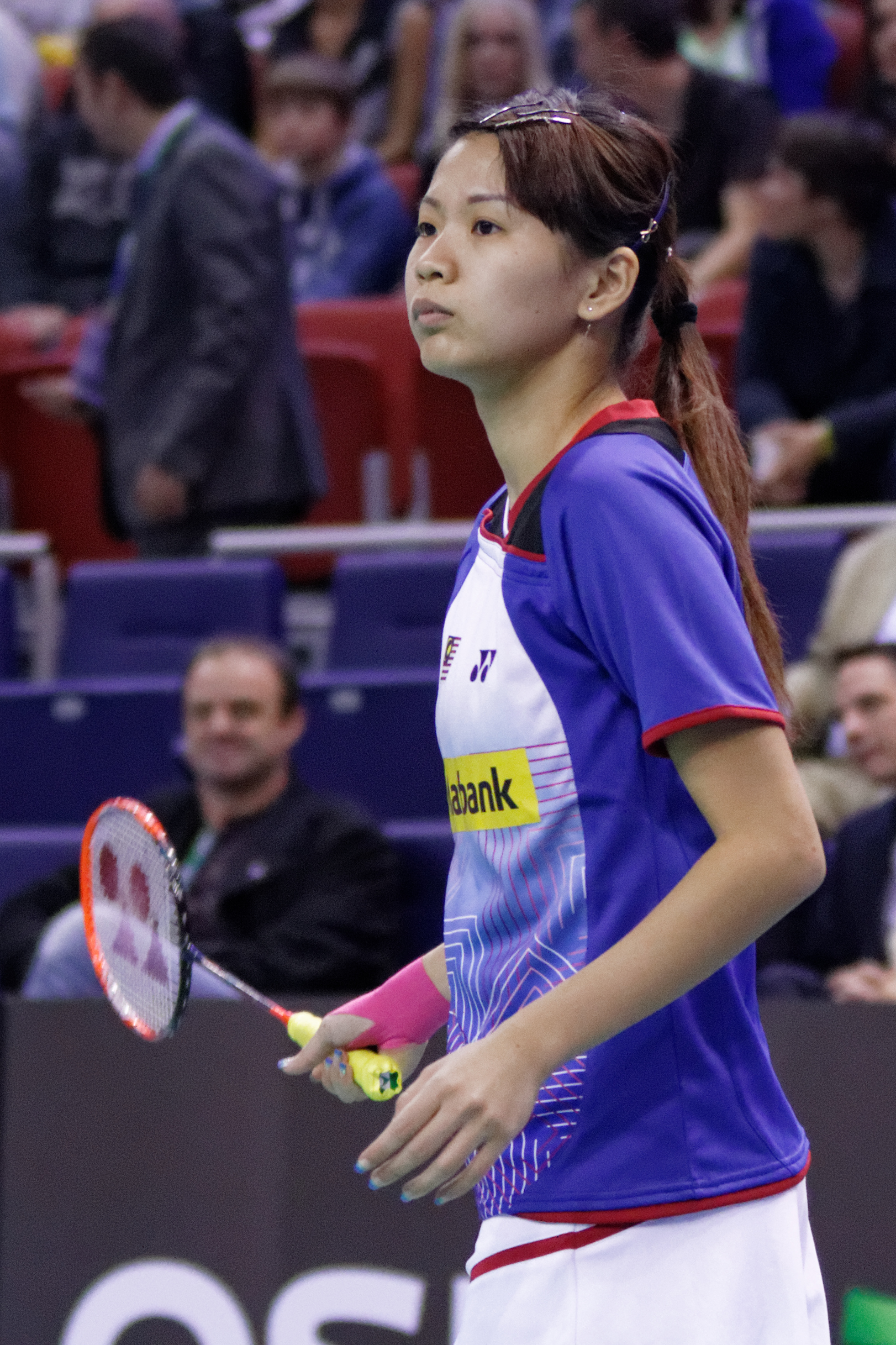
Goh Liu Ying, French Super Series 2013.

Goh Liu Ying (* 30. Mai 1989 in Malakka) ist eine malaysische Badmintonspielerin. 

## Karriere
Goh Liu Ying gewann in der Saison 2008/2009 die Damendoppelkonkurrenz bei den malaysischen Einzelmeisterschaften gemeinsam mit Ng Hui Lin. 2009 wurde sie im Mixed mit Chan Peng Soon Dritte bei den Südostasienspielen. Ein Jahr später siegten beide bei den Asienmeisterschaften und gewannen mit dem malaysischen Team die Commonwealth Games.
Während der Eröffnungsfeier der Olympischen Sommerspiele 2020 war sie gemeinsam mit ihrem Badmintonkollegen Lee Zii Jia die Fahnenträgerin ihrer Nation.

## Sportliche Erfolge
| Saison    | Veranstaltung             | Disziplin   | Platz | Name                          |
| --------- | ------------------------- | ----------- | ----- | ----------------------------- |
| 2008/2009 | Malaysische Meisterschaft | Damendoppel | 1     | Goh Liu Ying / Ng Hui Lin     |
| 2009      | Südostasienspiele         | Mixed       | 3     | Chan Peng Soon / Goh Liu Ying |
| 2010      | Asienmeisterschaft        | Mixed       | 1     | Chan Peng Soon / Goh Liu Ying |
| 2010      | Commonwealth Games        | Team        | 1     | Malaysia                      |
| 2012      | Australian Open           | Mixed       | 2     | Chan Peng Soon / Goh Liu Ying |
| 2016      | Olympische Sommerspiele   | Mixed       | 2     | Chan Peng Soon / Goh Liu Ying |